# Drakenhielm
Drakenhielm var en svensk adelsätt som tidigare hette Böös. Ätten har samma ursprung som ätten Gyldencrantz.
Ättens stamfader var borgmästaren Christoffer Böös i Örebro som 1646 var riksdagsman i borgarståndet. Hans hustru Jölin Joensdotter var enligt Anrep dotter till kyrkoherden Joen i Jäder och denns hustru Agneta. I Anders Anton von Stiernmans matrikel kallas hon istället Jölin Hansdotter. Christoffer Böös fick flera barn av vilka sonen Jonas adlades Gyldencrantz och dottern Anna Maria gifte sig med Jean de la Vallée. En annan av sönerna, Wilhelm Böös började sin bana som tullnär vid Stora Sjötullen i Stockholm, för att därefter stiga inom tullen och Kammarkollegium och slutligen bli kammarråd. År 1650 adlades han med namnet Drakenhielm och introducerades samma år på nummer 510. Hans första hustru var Elsa von Brandt från Brandenburg som varit hovjungfru hos Maria Eleonora av Brandenburg. Sedan hon avlidit 1658 gifte han om sig med den förmögna Anna Maria Silfverstierna, som sedan hon blivit änka gifte om sig med friherre Lindhielm. Bengt Hildebrand beskriver Wilhelm Böös karriär genom att kalla honom för en nyadlad finansmatador som förenade statstjänst med privata affärer.
I Wilhelm Böös Drakenhielms första äktenskap föddes tre döttrar och en son. Sonen var ryttmästare men avled barnlös. En dotter gifte sig med Eric Dahlberg. Hennes syster Christina Eleonora medföljde Maria Sofia De la Gardie på en resa utomlands, men sattes av sitt sällskap i kloster för att lära sig goda seder varmed hon sedermera konverterade till katolicismen. Hon hämtades därifrån av Eric Appelgren som gifte sig med henne. Den tredje systern, Catharina, gick i kloster i Aachen och gifte sig till Irland. Två döttrar i andra äktenskapet gifte sig Körning och Appelbom.
Ätten fortlevde på svärdssidan med en son ur andra äktenskapet, ryttmästaren Johan Christoffer Drakenhielm som till hustru hade friherrinnan Clerck vars mor var Anna Bure. Hans döttrar gifte sig Ridderboll och med friherre Broman nr 222. Den ende sonen Axel Drakenhielm var hovjunkare och hade till hustru Anna Eva Pfeiff vars mor var en Insenstierna. I sistnämnda äktenskap föddes endast ett barn, majoren Johan Jacob Drakenhielm, gift von Höpken, som fick en dotter gift Sparre af Rossvik, en dotter ofrälse gift Köhler, och en son, majoren Jacob Gustaf Drakenhielm som med sin hustru friherrinnan Bennet fick tre döttrar och slöt ätten på svärdssidan år 1840. Ätten slöts på spinnsidan 1920.
I ett skådespel av Zacharias Topelius nämns två Drakenhielm, men båda två är fiktiva.